# フィラデルフィア・セブンティシクサーズ
- フィラデルフィア・76ers

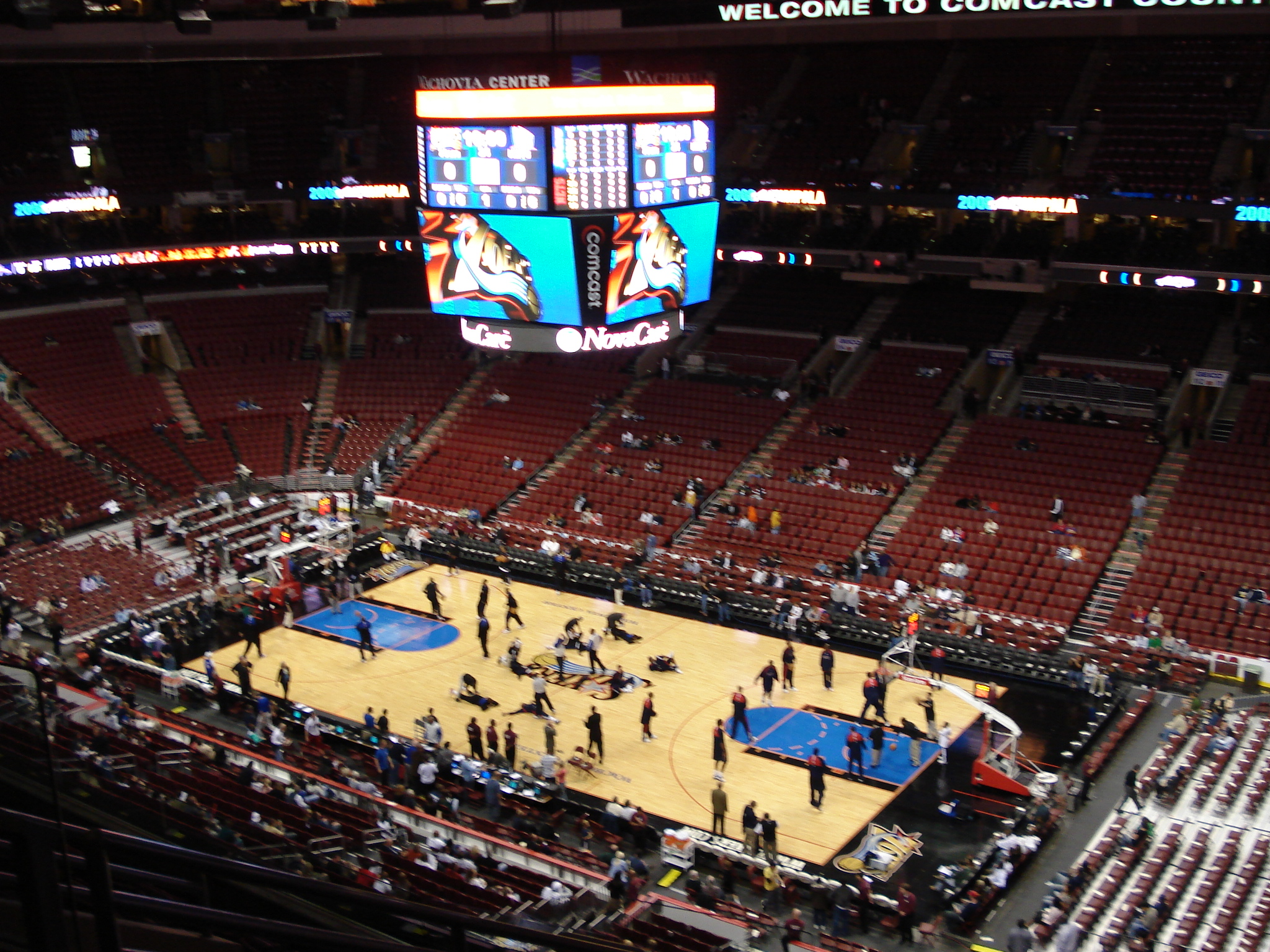
シクサーズホームコート

フィラデルフィア・セブンティシクサーズ（Philadelphia 76ers）は、アメリカ合衆国ペンシルベニア州フィラデルフィアに本拠を置く全米プロバスケットボール協会 (NBA) のチーム。イースタン・カンファレンス、アトランティック・ディビジョン所属。チーム名は1776年にアメリカ独立宣言が、当時の首都であったフィラデルフィアで行われたことに由来する。日本語では英語表記のまま76ersと記述されることが多く、セブンティシクサーズを略してシクサーズ（Sixers）とも呼ばれる。

## 歴史

### シラキューズ・ナショナルズ

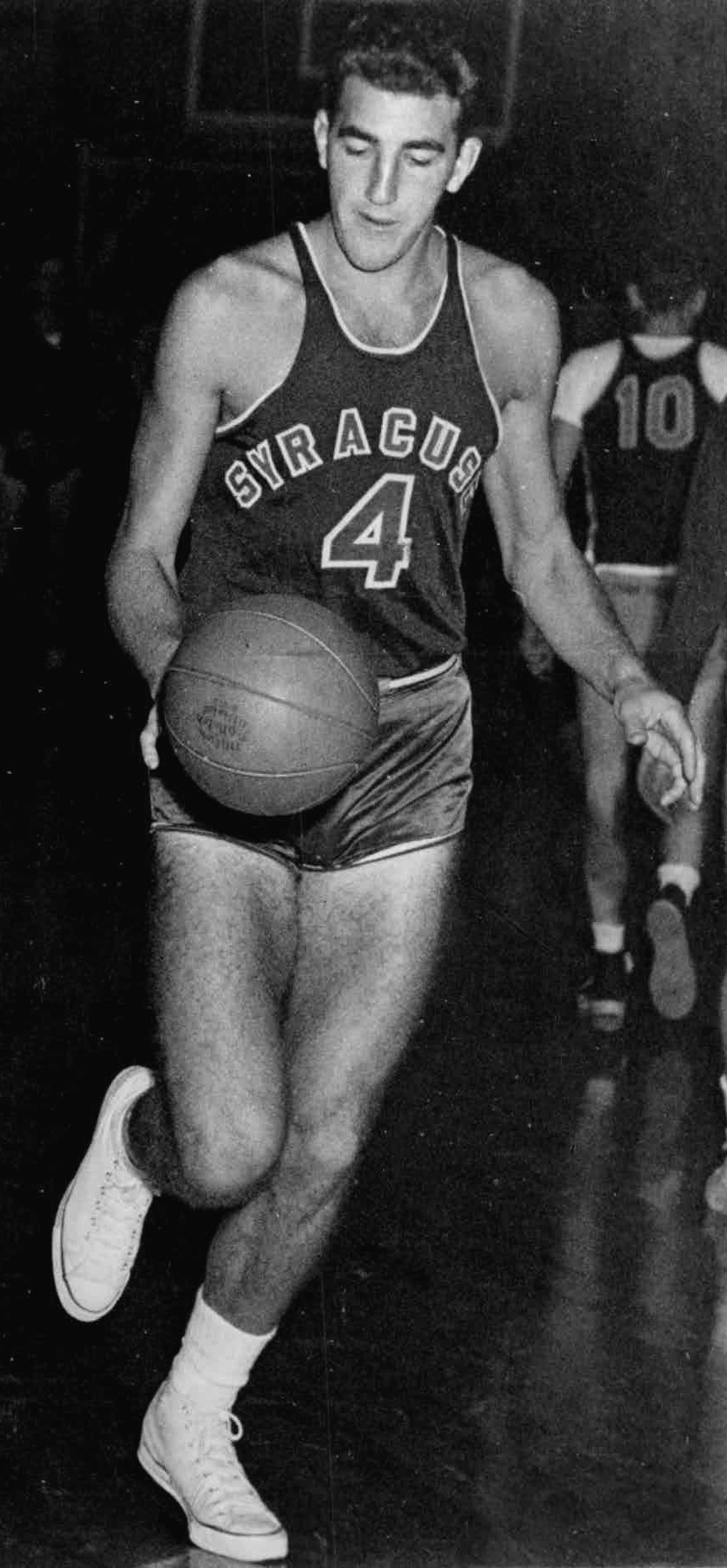
ドルフ・シェイズ

フィラデルフィア・セブンティシクサーズの歴史は長く、1937年にニューヨーク州シラキュースで設立されたシラキューズ・ナショナルズに遡る。ナショナルズは1946年にプロバスケットボールリーグのNBL (ナショナル・バスケットボール・リーグ）に参加した。3年間このリーグでプレイしたのちの1949年に破産状態のNBLから離脱し、その年からNBAと名前を変えた BAA（英語: Basketball Association of America）に参加した。
NBAに加わったナショナルズは強豪として初期の数シーズンを過ごした。1948年に入団したドルフ・シェイズや、同年チーム入りし監督も兼ねたアル・セルヴィに率いられたチームは、NBA初年度の1950年と1952年に地区首位の成績を残し、1950年と1954年にはNBAファイナル（決勝）に進出。1955年、43勝29敗とリーグ首位タイの記録でレギュラーシーズンを終えたナショナルズは、この年NBAファイナルでフォートウェイン・ピストンズを4勝3敗で破って優勝を果たした。

### フィラデルフィア・セブンティシクサーズ
その後数シーズンを中堅程度のチームとして過ごしたナショナルズには、中規模の都市シラキューズよりも大きな市場が必要になっていた。1963年、ペンシルベニア州フィラデルフィアに本拠を置いていたフィラデルフィア・ウォリアーズがサンフランシスコへ移転するのと機を同じくしてナショナルズはフィラデルフィアに移転、名をフィラデルフィア・セブンティシクサーズ（シクサーズ）と改めた。「セブンティシクサーズ（76ers）」の名は、フィラデルフィアでアメリカ合衆国の独立宣言が採択された1776年にちなんでつけられた。

#### チェンバレン時代の優勝

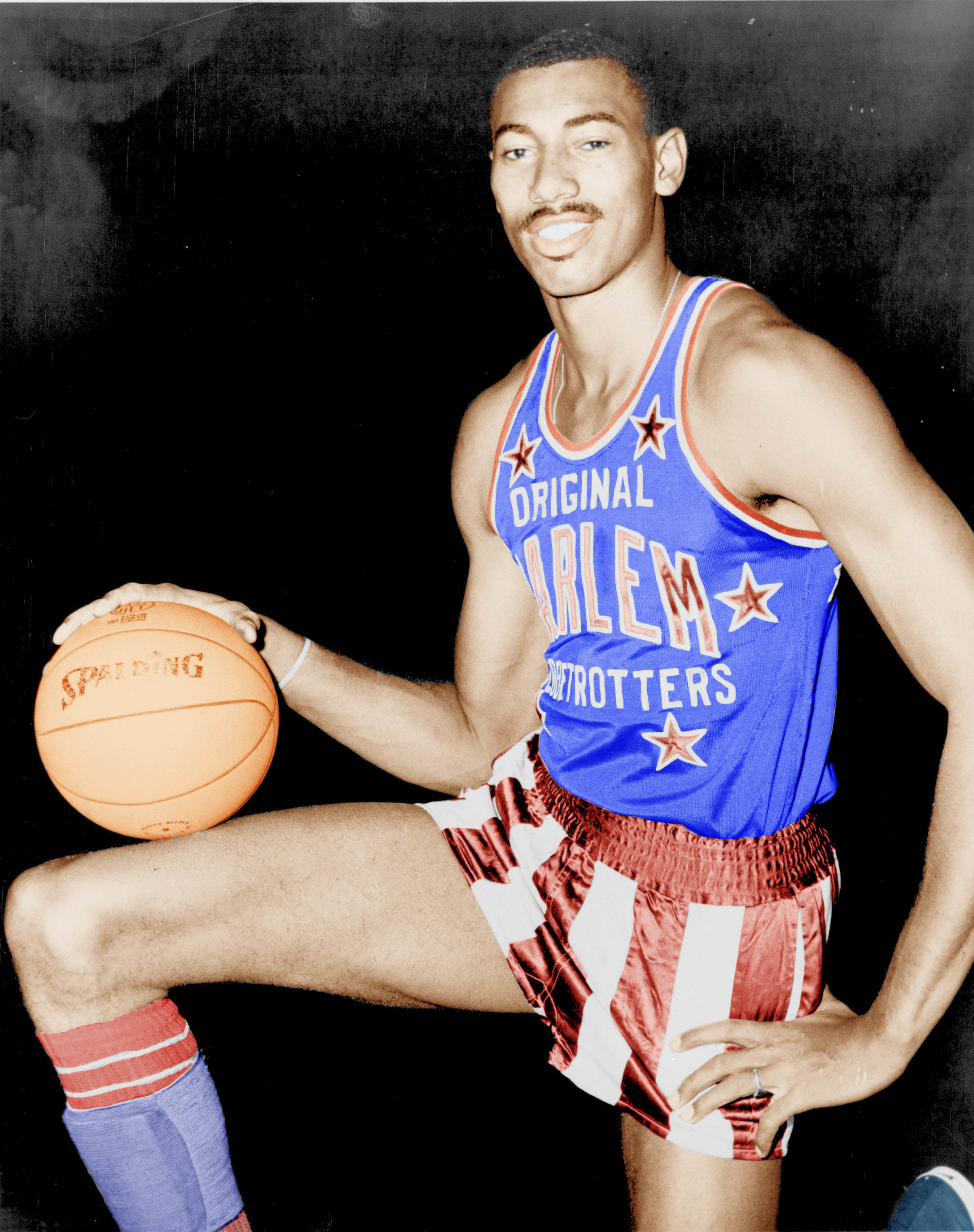
ウィルト・チェンバレン

当時のシクサーズは、1958年のドラフトで獲得したハル・グリア、1965年にトレードで入団したウィルト・チェンバレンらを中心としており、1966年にはリーグ首位の55勝25敗の成績だったが、プレイオフではこの時代の強豪ボストン・セルティックスに敗退した。そのシリーズ第7戦で、グリアが最後の瞬間に犯したパスミスはよく知られている。
続く1966-67シーズン、アレックス・ハナムがシクサーズの監督に就いた。ハナムはプロ入り以来7年連続で得点王だったチェンバレンの得点を減らす方針を採った。他の選手がより積極的にオフェンスにかかわった結果、シクサーズは当時NBA史上最高の68勝13敗の記録でシーズンを終えた。プレイオフでは同地区の宿敵だったセルティックスを破り、NBAファイナルではサンフランシスコ・ウォリアーズを4勝2敗で下してチーム史上2度目の優勝を果たした。1966-1967年のシクサーズは、1980年に発表された『NBA35周年オールタイムチーム』でNBA史上最も偉大なチームに選ばれた。
チェンバレンは1968年のシーズンを最後にロサンゼルス・レイカーズへ移り、シクサーズの成績は次第に下降していった。1972-73シーズンには9勝73敗にまで落ち込んだが、これは2011-12シーズンのシャーロット・ボブキャッツに更新されるまでNBA史上最低勝率の記録であった。

#### 1970年代（アービング、マローンを中心とした時代）

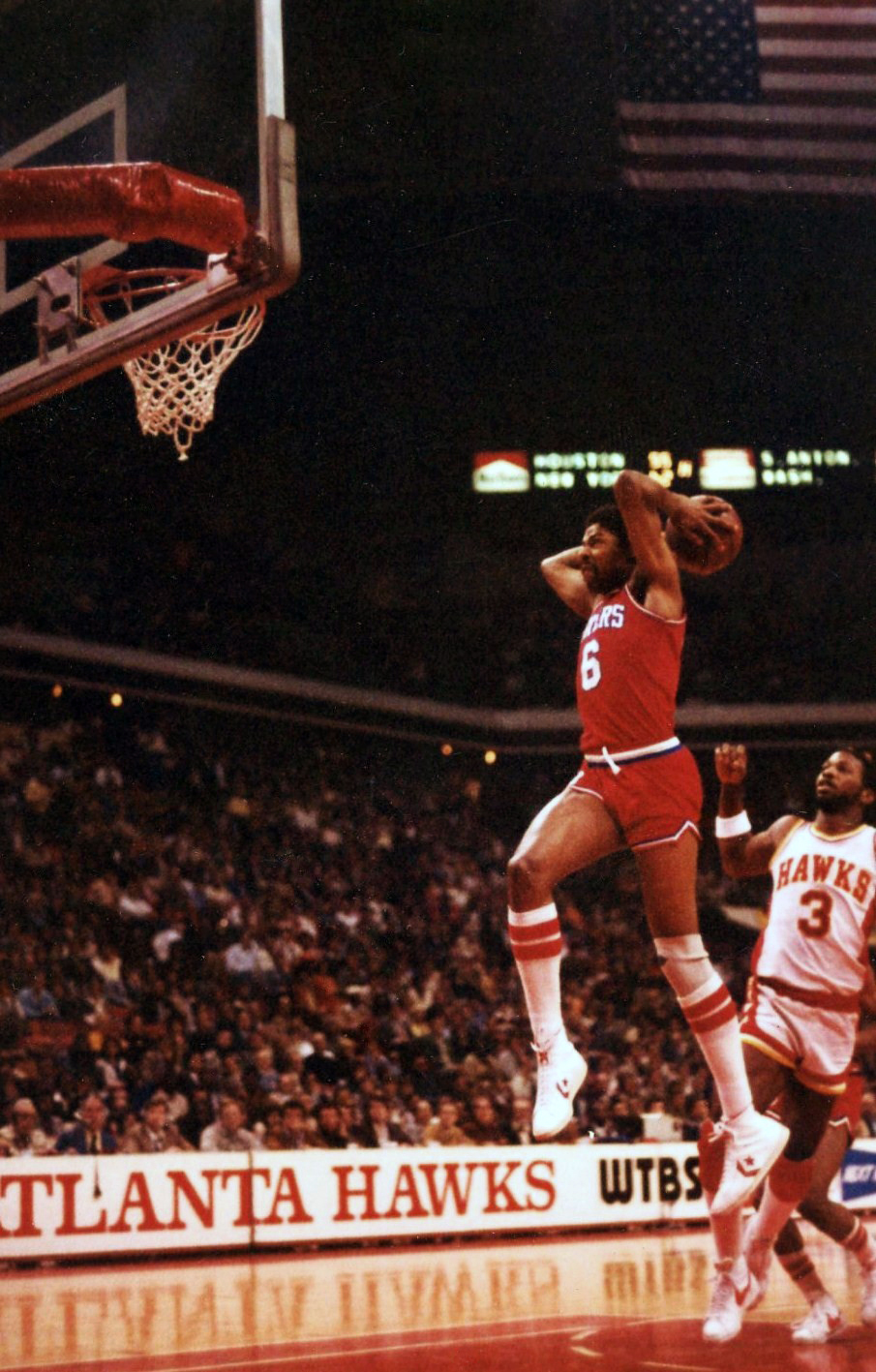
スラムダンクを試みるジュリアス・アービング

1975年、シクサーズはNBAのライバルリーグだったABAのインディアナ・ペイサーズからジョージ・マクギニスを獲得。さらに翌年、ABAからNBAに加盟したニューヨーク・ネッツよりジュリアス・アービングを獲得し、1978年にはドラフトでモーリス・チークスを指名すると、シクサーズは次第に優勝も狙える強豪へと成長していった。
この時代のシクサーズの宿敵は、1960年代と同様ボストン・セルティックスだった。アービング初年度の1977年に、シクサーズはセルティックスを破ってNBAファイナルに進出。ファイナルでは2勝4敗でポートランド・トレイルブレイザーズに敗退した。

#### 1980年代

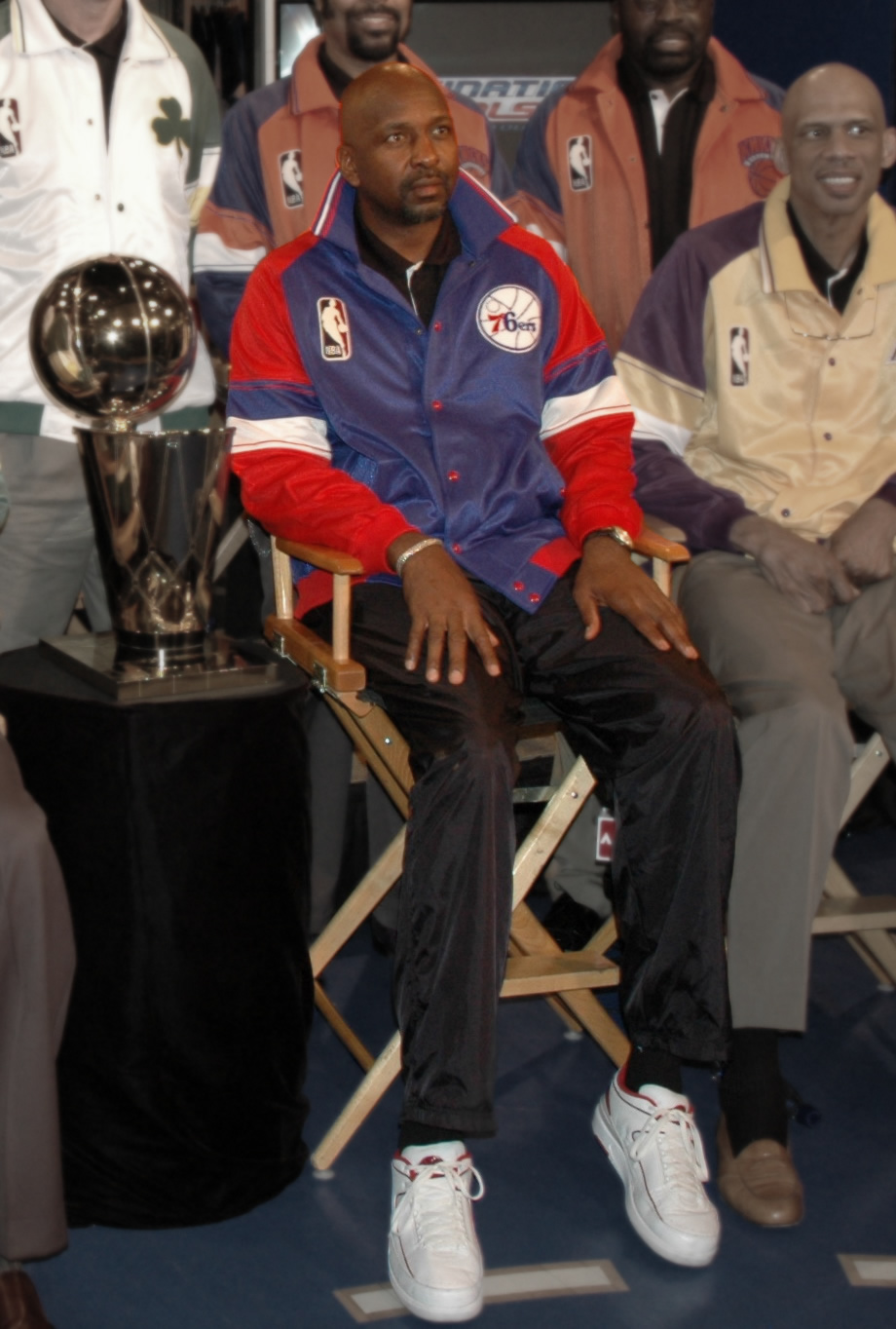
モーゼス・マローン

1980年代初頭のシクサーズは、毎年60勝前後をマークするリーグ屈指の強豪だったが、あと一歩で優勝を逃す年が相次いだ。1980年にはセルティックスを下してファイナルへ進出、しかし新人マジック・ジョンソンの活躍によりシクサーズは2勝4敗で優勝を逃した。翌1981年のプレイオフではボストン・セルティックスに3勝4敗で敗退。セルティックスはこの年優勝した。続く1982年のプレイオフでは、セルティックスを3勝4敗で破ってNBAファイナルに進出。しかしファイナルではレイカーズに2勝4敗で敗れた。
優勝を目指したシクサーズはさらなる補強に着手し、フリーエージェントのモーゼス・マローンを獲得した。シクサーズはリーグ首位の65勝17敗でレギュラーシーズンを終え、マローンはMVPを受賞した。プレイオフに臨む折り、マローンは「フォー、フォー、フォー（4, 4, 4）」という有名なコメントを残した。これはプレイオフを12勝0敗で優勝するという意味だった。実際は4戦、5戦、4戦と12勝1敗での優勝になったが、これは当時のNBAプレイオフ史上 最高勝率となった。（2001年にロサンゼルス・レイカーズが勝率を更新）1996年に発表された『NBA50周年オールタイムチーム』で偉大なチームに選ばれた。チーム史上3度目の優勝で、これまでのところ最後の優勝となっている。

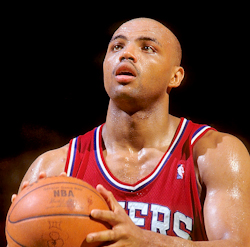
チャールズ・バークレー

その後のシクサーズは数年間ディビジョン2位の成績を保つが、プレイオフでは勝ち残れなくなっていった。1986年にマローンは放出され、1987年にアービングが引退すると、1984年にドラフトされたチャールズ・バークレーがチームの大黒柱になっていった。
バークレーはリーグを代表するフォワードへ成長していったが、チーム成績は次第に低下していき、1988年にプレイオフ出場を逃した。

#### 1990年代
チーム強化に積極的にならないフロントに対し、バークレーは次第に不信感を持つようになり、再びプレイオフ進出ができなかった1992年を最後にバークレーはシクサーズを離れフェニックス・サンズへ移った。
バークレーを失った1990年代のシクサーズは低迷期に入り7年間プレイオフに出場していない。勝ち数は年々減っていき、1996年にはリーグでワースト2位の18勝64敗となった。シーズン後のシクサーズはドラフトで1位指名権を引き当て、ジョージタウン大学のアレン・アイバーソンを指名した。
アイバーソンは新人王を受賞する活躍を見せたがチーム成績はリーグの下位をさ迷った。状況が好転し始めるのは、監督にラリー・ブラウンを迎えた1997年以降だった。チームは、スター候補生であったジェリー・スタックハウスやティム・トーマス、デリック・コールマンを放出し、アーロン・マッキーやエリック・スノウらを獲得。ディフェンシブなチーム作りを行った。1998-99シーズン、アイバーソンをSGにコンバートし、スノウをPGとして起用したことが功を奏し、アイバーソンは得点王に、シクサーズは28勝22敗と8年ぶりに勝ち越すなど、以降躍進を見せることとなる。

#### 2000年代（アイバーソンの時代）

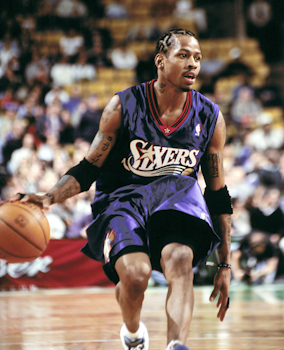
アレン・アイバーソン

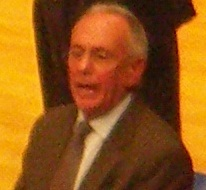
ラリー・ブラウンHC

翌2000年には49勝33敗、続く2001年も開幕10連勝と快進撃は止まらなかった。チームはオールスター後に、怪我の多かったテオ・ラトリフ、トニー・クーコッチ、ナジー・モハメドをトレードに出し、センターのディケンベ・ムトンボを獲得する。ディフェンスはさらに強化され、56勝26敗で東地区首位に立った。このシーズンは、再び得点王になったアイバーソンがシーズンMVP、ムトンボが最優秀守備選手賞、アーロン・マッキーがシックスマン賞、ブラウンが最優秀監督賞受賞とチームで4冠を獲得した。プレイオフでシクサーズは18年ぶりにNBAファイナルまで勝ち進み、ロサンゼルス・レイカーズと対戦。初戦は延長の末勝ったが続く4試合を落とし、優勝を逃した。
その後チームは、2001年にドラフトでサミュエル・ダレンベアを指名、コールマン、キース・ヴァン・ホーン、グレン・ロビンソンらをトレードで獲得したが、勝率は5割前後を推移した。2003年にはラリー・ブラウンが監督を退き、後任には数人の監督が交替で務めると、これまでアイバーソンと息の合ったプレーでチームの躍進を支えていたスノウはトレードに出された。2004-05シーズン途中でクリス・ウェバーがトレードでチームに加わり、もう一人のチームの核となった。翌2005-06シーズンからチークスが監督を務め、2004年にドラフトで全体9位指名でシクサーズに入団したアンドレ・イグダーラが成長を見せ、チームに大きく貢献している。アイバーソンとイグダーラは、二人の頭文字を取ってダブルAIと呼ばれ、バックコートでコンビを組んだ。
05-06終了後にアイバーソン移籍の噂が錯綜。一時は噂が途絶えたが、06-07シーズンが開幕して間もない12月上旬にフロントがアイバーソン放出を明言し、結果が残せなかったチームは再編を迫られることになった。12月19日にデンバー・ナゲッツのアンドレ・ミラーらとのトレードが成立し、アイバーソンの時代は幕を閉じた。また、ウェバーも2007年1月11日に解雇（バイアウト）されデトロイト・ピストンズへ去った。

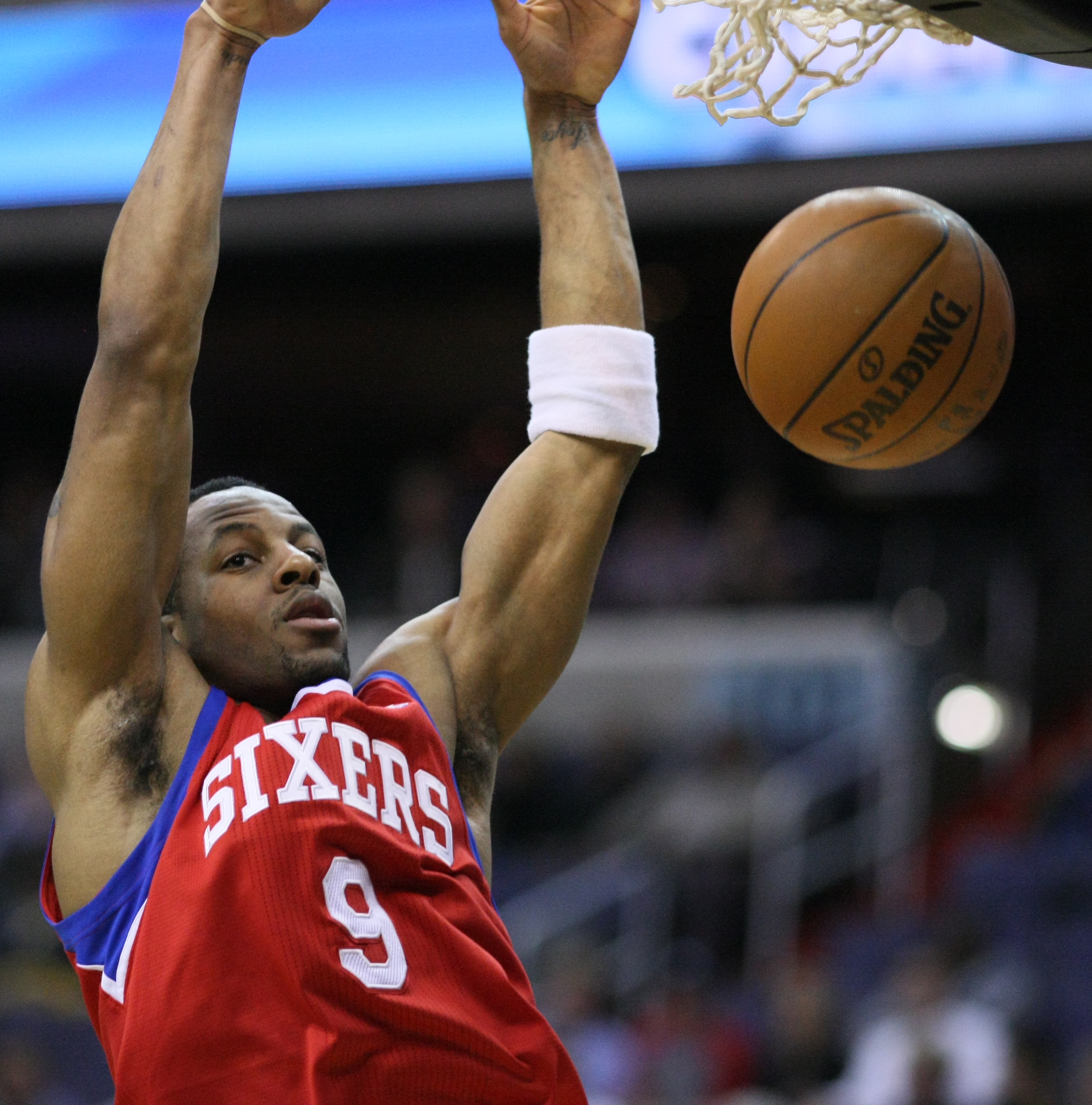
アンドレ・イグダーラ

その後はイグダーラを中心に再建を図っている。2007年の12月4日にずさんな経営で有名だったゼネラルマネージャーのビリー・キングは解任され、後任はニュージャージー・ネッツのGMを務めていたエド・ステファンスキーが就任した。
2年連続プレーオフを逃しチームの長期低迷がささやかれたが､ドラフトでサデウス・ヤングを指名。シーズンはベテランのミラーがチームをまとめ､イグドラがリーグ屈指のオールラウンドプレーヤーに成長し勝利に貢献。3年ぶりにプレーオフにカムバックした。
08-09シーズン前にエルトン・ブランドを獲得しチーム躍進が期待された。しかし、シーズンが始まるとチームの歯車がかみ合わず成績が低迷。シーズン途中にHCのモーリス・チークスは解任された。その後、ブランドが故障で離脱、チームはプレーオフ圏外になるかと思われた。しかし、チームはブランド離脱後勢いを取り戻してプレーオフに進出した。
09-10シーズン、アイバーソンがチームに復帰したが、このシーズンで引退した。

#### 2010年代（ザ・プロセスの時代）
その後はドリュー・ホリデーやスペンサー・ホーズを獲得して、プレーオフに進出し続けるが、12-13シーズン前にロサンゼルス・レイカーズのアンドリュー・バイナムと交換でイグダーラを放出。以降下降線を辿る。怪我がちだったバイナムは出場機会がないままクリーブランド・キャバリアーズに移籍した。

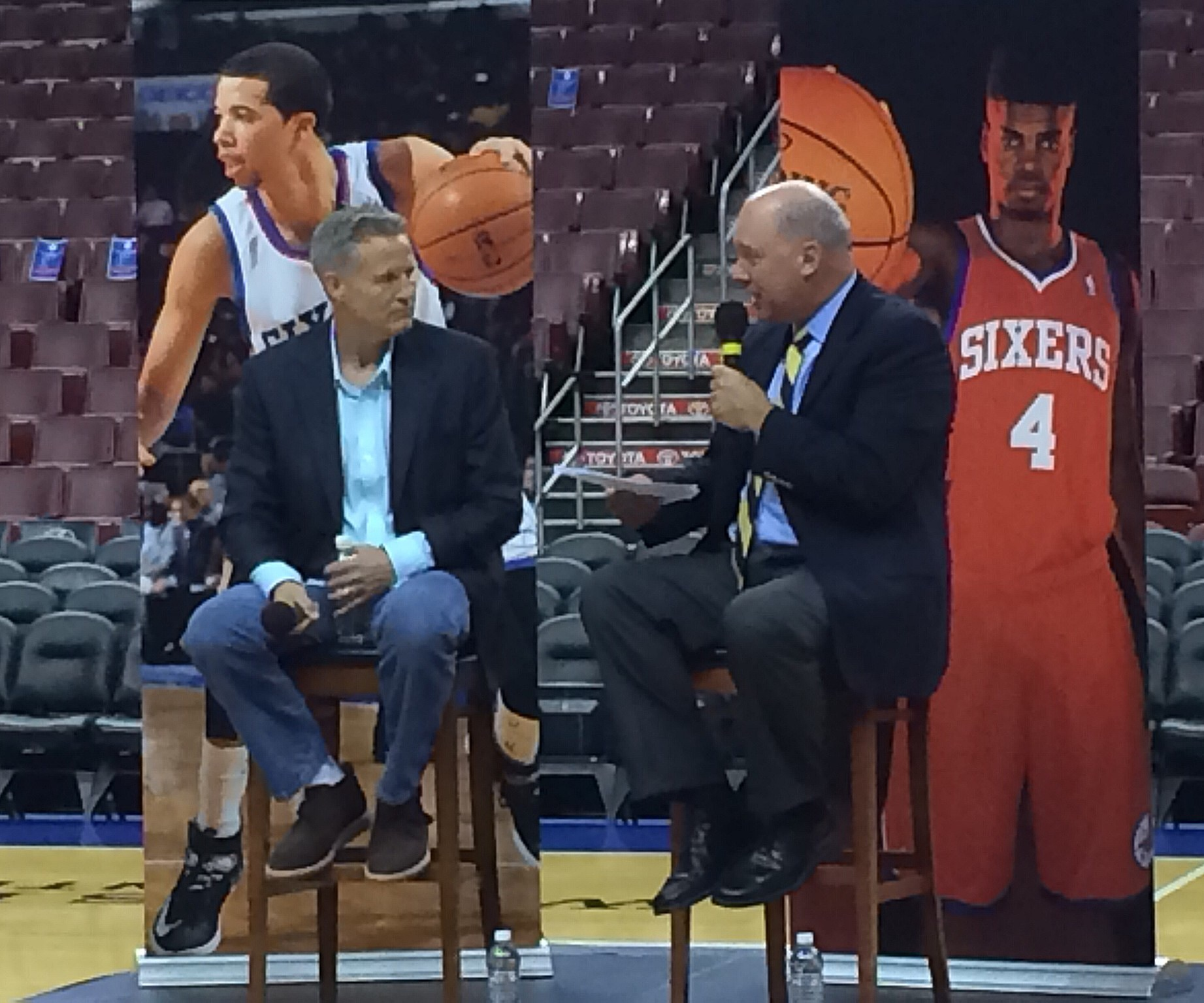
球団行事でのブレット・ブラウン（左）パネル左はカーター＝ウィリアムズ、右はノエル

2013年に、サンアントニオ・スパーズのアシスタントコーチを務めていたブレット・ブラウンが長年、スパーズの強さを支えて来たことを認められ、24代目のヘッドコーチに就任した。
2013年のNBAドラフトでシクサーズはニューオーリンズ・ペリカンズが6位で指名したナーレンズ・ノエルの交渉権をドリュー・ホリデーとの交換トレードで譲受。マイケル・カーター＝ウィリアムズを11位で指名した。しかしノエルはケンタッキー大学時代に負った左膝前十字靭帯断裂の影響で、早くもシーズン絶望。チームは開幕戦で前シーズン王者マイアミ・ヒートに勝利したものの後が続かず大きく低迷し、NBA史上最多タイの26連敗を喫した。そのためにトレード期限前にエバン・ターナーやスペンサー・ホーズといった中心選手を放出。カーター＝ウィリアムスを中心としたチーム構成に移行した。結局はリーグワースト2位の19勝63敗でシーズンを終えた。ブラウンヘッドコーチは、スパーズ時代、グレッグ・ポポヴィッチヘッドコーチの下、選手育成コーチ時代に、その後スパーズのビッグ・スリーを担うこととなる2001年入団のトニー・パーカー、2002年入団のマヌ・ジノビリらの育成にも貢献しており、ここでも新人育成の手腕を発揮し、ドラフト11位指名からカーター＝ウィリアムズを新人王へと導いている。
2014年のNBAドラフトでは3位でジョエル・エンビードを、オーランド・マジックが12位で指名したダリオ・サリッチの保有権を獲得。また2巡目でジェラミ・グラントなど4選手を指名した。
しかし14-15シーズンは、前シーズンに続き苦難のシーズンになった。2013年に球団社長兼GMに就任したサム・ヒンキーはあからさまに将来のドラフト指名権で上位を得るためにDリーグ級の選手しか揃えず、向こう数シーズンを「タンク」（わざと負け続けること）しているのではないか疑われ、勝利への姿勢を疑問視されているのだが、実際に前シーズンに続き連敗という形で出てしまった。オフに右肩の手術をしたカーター＝ウィリアムズを欠いたチームは開幕から連敗が続き、12月1日のサンアントニオ・スパーズ戦に敗れニュージャージー・ネッツが2009-10シーズンに記録した開幕18連敗のNBA記録に次ぐ17連敗を喫してしまった。迎えた12月3日のミネソタ・ティンバーウルブズ戦でようやくシーズン初勝利をあげ、リーグワーストタイ記録だけは免れた。一方で2015年に入ってからも未だにホームゲームで勝利を挙げていなかったが、1月5日のクリーブランド・キャバリアーズ戦でようやく14-15シーズンのホームゲーム初勝利を挙げた。だが、その後も低迷が続き、トレード期限日にカーター＝ウィリアムスに見切りを付ける（ミルウォーキー・バックスに放出）という不可解なトレードを敢行するなど最後まで迷走し、最終的には10連敗を喫しリーグワースト3位の18勝64敗という散々な成績でシーズンを終えた。
2015年のNBAドラフトで3位指名権を得たシクサーズは、噂されていたエマニュエル・ムディエイの指名を回避し、デューク大学のジャーリール・オカフォーを指名し立て直しを計るも、前シーズン10連敗で終えた悪い流れは変わらず15-16シーズンは開幕18連敗、前シーズンと併せて28連敗というNBAワースト記録を樹立してしまった。開幕から1ヶ月経過した12月1日のロサンゼルス・レイカーズ戦に103-91で勝利し、ようやくシーズン初勝利を挙げた。しかしながら、同月7日のサンアントニオ・スパーズ戦では68-119の歴史的大敗を喫するなど悪い状況は変わらず、ラリー・ブラウンから「私なら5分で今の状況を変えられる」と苦言を呈されるなど苦しいチーム状況に変化はなく、2016年4月5日のニューオーリンズ・ペリカンズ戦で漸くシーズン10勝目に到達するという体たらくで、社長兼GMのサム・ヒンキーは翌日辞任に追い込まれた。結局その後もシーズン最終戦まで勝利することなく終わり、トータルでは10勝72敗で72-73シーズンの9勝に次ぐチーム史上ワースト2位、NBA史上ワースト3位の成績だった。
2016年のNBAドラフトで全体1位指名権を獲得したシクサーズは、ルイジアナ州立大学のベン・シモンズを指名。16-17シーズンこそ上昇気流に乗るものと思われたが、シモンズは開幕前に右足を骨折。またしてもシクサーズに暗雲が垂れ込めた。一方で2014年に入団後丸々2シーズンを棒に振っていたジョエル・エンビードが、漸くNBAデビューを果たし、新加入のセルヒオ・ロドリゲスやダリオ・サリッチも奮闘。同シーズンも開幕から連敗が続いたが、11月10日のインディアナ・ペイサーズ戦で、開幕からの連敗を7で止めるシーズン初勝利を挙げた。その後も苦戦を強いられたが、2017年1月11日のニューヨーク・ニックス戦では、T・J・マッコネルが試合終了間際に逆転ブザービーターを決め、前シーズンを上回るシーズン11勝目を挙げた。その後も奮闘するものの、近年の低迷から脱するまでには至らず、最終的にはエンビード、ロバート・コビントンなど負傷者が続出するなど、十分に戦えず、28勝54敗でシーズンを終了した。
2017年のNBAドラフトの全体1位指名権をボストン・セルティックスから譲受されたシクサーズは、ワシントン大学のマーケル・フルツを指名。これにジョエル・エンビードに加え2017-18シーズンより正式デビューを果たしたベン・シモンズといった楽しみな布陣が完成。10月23日のデトロイト・ピストンズ戦では、シモンズかリーグ史上最年少のトリプル・ダブルを達成するという活躍を見せ、4戦目にしてシーズン初勝利を記録した。2018年4月8日に行われたダラス・マーベリックス戦に109-97で勝利、アレン・アイバーソンが在籍しNBAファイナルまで進出した2000-01シーズン以来となるレギュラーシーズン50勝に到達した。また、マーベリックス戦の勝利により記録した14連勝は1982-83シーズン以来の記録となった。結局、レギュラーシーズンは52勝30敗のカンファレンス3位で終了、チーム記録となる16連勝を記録した。プレーオフ1回戦はカンファレンス6位のマイアミ・ヒートに4勝1敗で勝利し2012年以来のプレーオフ2回戦進出を決めた。

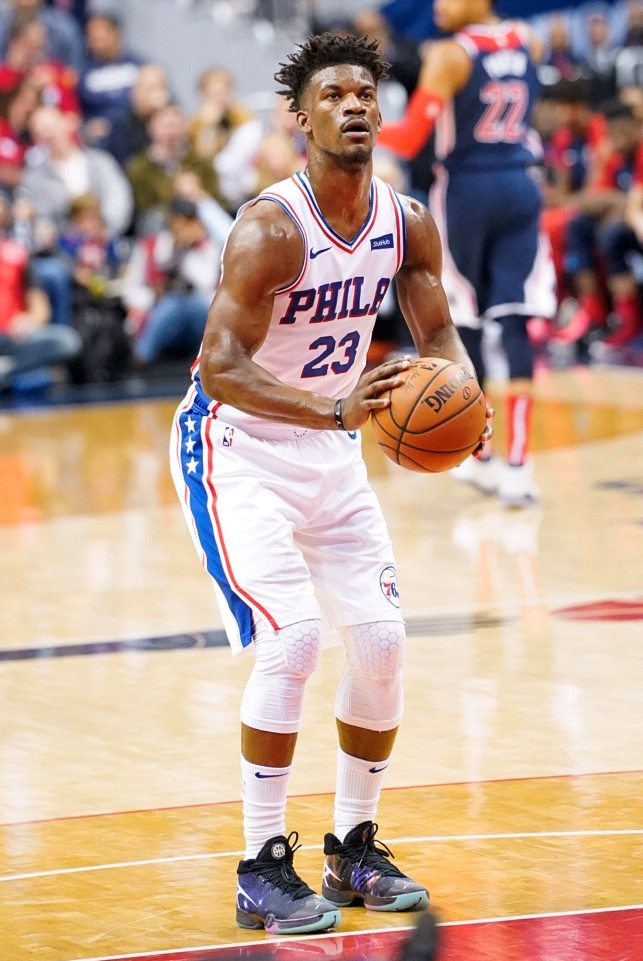
ジミー・バトラー

2018-2019シーズンオフにミネソタ・ティンバーウルブズとのトレードでジミー・バトラーを獲得、さらに2月にロサンゼルス・クリッパーズとのトレードでトバイアス・ハリスを獲得した。最終成績は51勝31敗でイースタンカンファレンス3位に終わった。プレーオフ1回戦では、ブルックリン・ネッツに勝利。カンファレンスセミファイナルではトロント・ラプターズと対戦した。第7戦までもつれる熱戦となったが、カワイ・レナードの決勝ブザービーターにより、カンファレンスセミファイナルで敗退した。

#### 2020年代
2019-2020シーズンは3月11日のユタ・ジャズとの試合を行う予定だったが、ルディ・ゴベアが新型コロナウイルスにかかっていることがわかり試合が中断した。翌日の検査ではシクサーズのチームのスタッフら4人が新型コロナウイルスに感染していることがわかった。感染拡大防止のため中断、試合数を削減されたレギュラーシーズンを43勝30敗、イースタン・カンファレンス6位で終え、迎えたプレーオフ1試合目、ジェイソン・テイタム率いるボストン・セルティックスにスイープされ敗退した。
2020年のNBAドラフトでタイリース・マクシーを全体21位で指名すると、新型コロナウイルスの影響により72試合に削減されたシーズンを49勝23敗を記録、イースタン・カンファレンス1位で終える。迎えたプレーオフでは、その年八村塁をドラフト指名した8位ワシントン・ウィザーズを4勝1敗で下し、トレイ・ヤング率いる5位アトランタ・ホークスとの2回戦に臨むものの、第7戦まで縺れた接戦の結果、惜しくも敗退した。このシリーズで十分な活躍が残せなかったシモンズは、ドック・リバースHCの試合後会見での侮辱的な発言や現地ファンらによる強烈な批判による精神的なダメージを受けたことなどを理由に、シーズンオフのキャンプに参加しなかった。2021-2022シーズンが開幕してからもシモンズはチームでプレーすることを拒否し、加えてトレード要求のための交渉をチームに隠して進行させていたことが発覚したため、NBA史上最も重い罰金がシモンズに言い渡されたが、以降もシモンズがシクサーズでプレーすることはなかった。
2022年2月、ブルックリン・ネッツとのトレードにより、シモンズの放出が決まった。セス・カリー、アンドレ・ドラモンド、複数の指名権に代えて17-18シーズンMVPジェームズ・ハーデン、ポール・ミルサップを獲得。ハーデンはエンビードとともにチームを牽制し、51勝31敗イースタン・カンファレンス4位でプレーオフに導く。しかし、プレーオフ1回戦トロント・ラプターズとの第6戦、シリーズ勝利が凡そ決定した第4Qにエンビードがパスカル・シアカムとの接触により顔面を負傷。そのシリーズは勝ち上がるものの、のの、続く2回戦マイアミ・ヒートとのシリーズを2試合欠場したことが響き2-4で敗退。
2022-23シーズンは契約延長したハーデンとエンビードの活躍により、開幕3連敗こそ喫したものの、8チームをシーズンスイープ、2度の8連勝を上げるなどして54勝28敗を記録。イースタン・カンファレンス3位でプレーオフに臨むこととなった。
2023-24シーズン開幕前に、ヘッドコーチのリバースを解雇し、新しいヘッドコーチとしてニック・ナースが就任した。また、トレードでハーデン、P・J・タッカー、フィリップ・ペトルシェフをロサンゼルス・クリッパーズへ放出し、マーカス・モリス、ロバート・コビントン、ニコラス・バトゥームを獲得した。このシーズン、チームは47勝35敗の成績でイースタン・カンファレンス7位でプレーイン進出となった。プレーインではマイアミ・ヒートを破り、プレーオフ進出となったが、第1回戦でニューヨーク・ニックスに第6戦の末に敗れた。

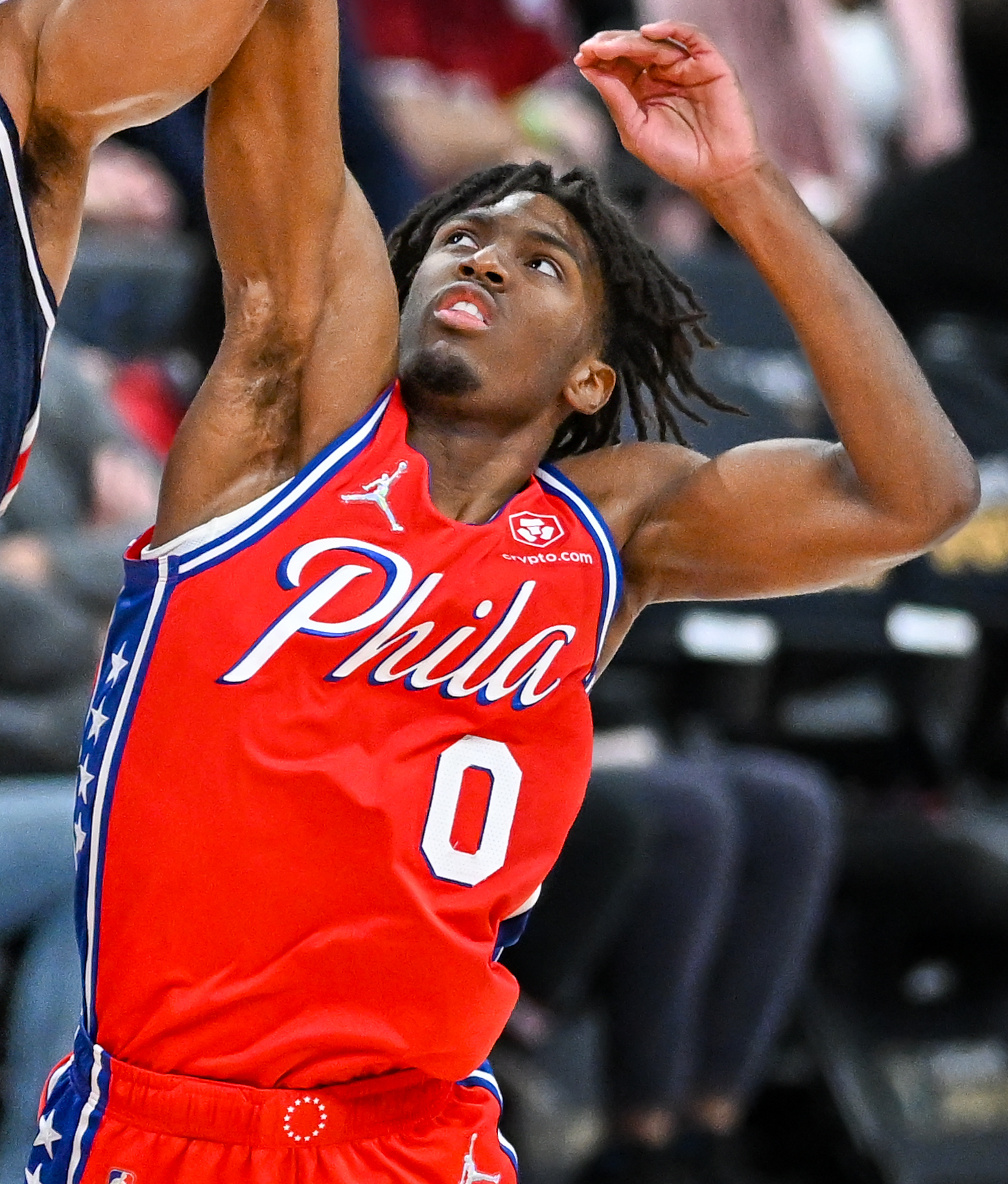
タイリース・マクシー

2024-25シーズン開幕前に、ポール・ジョージと4年マックス契約で合意し、ベテランガードのカイル・ラウリー、エリック・ゴードン、アンドレ・ドラモンドらを獲得したが、エンビード、ジョージ、マキシーらの主力選手たちに怪我人が相次ぎ、プレイオフ進出を逃した。

## シーズンごとの成績
Note: 勝 = 勝利数, 敗 = 敗戦数, % = 勝率 
| シーズン                               | 勝    | 敗    | %    | プレーオフ                                                                  | 結果 |
| -------------------------------------- | ----- | ----- | ---- | --------------------------------------------------------------------------- | --- |
| シラキューズ・ナショナルズ             |       |       |      |                                                                             | |
| 1949-50                                | 51    | 13    | .797 | ディビジョン準決勝勝利 ディビジョン決勝勝利 NBAファイナル敗退               | ナショナルズ 2, フィラデルフィア 0 ナショナルズ 2, ニックス 1 ミネアポリス 4, ナショナルズ 2                                |
| 1950-51                                | 32    | 34    | .485 | ディビジョン準決勝勝利 ディビジョン決勝敗退                                 | ナショナルズ 2, フィラデルフィア 0 ニックス 3, ナショナルズ 2                                                               |
| 1951-52                                | 40    | 26    | .606 | ディビジョン準決勝勝利 ディビジョン決勝敗退                                 | ナショナルズ 2, フィラデルフィア 1 ニックス 3, ナショナルズ 1                                                               |
| 1952-53                                | 47    | 24    | .648 | ディビジョン準決勝敗退                                                      | セルティックス 2, ナショナルズ 0                                                                                            |
| 1953-54                                | 42    | 30    | .583 | Round-Robin Round-Robin ディビジョン決勝勝利 NBAファイナル敗退              | ナショナルズ 2, セルティックス 0 ナショナルズ 2, ニックス 0 ナショナルズ 2, セルティックス 0 ミネアポリス 4, ナショナルズ 3 |
| 1954-55                                | 43    | 29    | .597 | ディビジョン準決勝勝利 NBAファイナル優勝                                    | ナショナルズ 3, セルティックス 1 ナショナルズ 4, フォートウェイン 3                                                         |
| 1955-56                                | 35    | 37    | .486 | タイブレークゲーム勝利 ディビジョン準決勝勝利 ディビジョン決勝敗退          | ナショナルズ 1, ニックス 0 ナショナルズ 2, セルティックス 1 フィラデルフィア 3, ナショナルズ 2                              |
| 1956-57                                | 38    | 34    | .528 | ディビジョン準決勝勝利 ディビジョン決勝敗退                                 | ナショナルズ 2, フィラデルフィア 0 セルティックス 3, ナショナルズ 0                                                         |
| 1957-58                                | 41    | 31    | .569 | ディビジョン準決勝敗退                                                      | フィラデルフィア 2, ナショナルズ 1                                                                                          |
| 1958-59                                | 35    | 37    | .486 | ディビジョン準決勝勝利 ディビジョン決勝敗退                                 | ナショナルズ 2, ニックス 0 セルティックス 4, ナショナルズ 3                                                                 |
| 1959-60                                | 45    | 30    | .600 | ディビジョン準決勝敗退                                                      | フィラデルフィア 2, ナショナルズ 1                                                                                          |
| 1960-61                                | 38    | 41    | .481 | ディビジョン準決勝勝利 ディビジョン決勝敗退                                 | ナショナルズ 3, フィラデルフィア 0 セルティックス 4, ナショナルズ 1                                                         |
| 1961-62                                | 41    | 39    | .513 | ディビジョン準決勝敗退                                                      | フィラデルフィア 3, ナショナルズ 2                                                                                          |
| 1962-63                                | 48    | 32    | .600 | ディビジョン準決勝敗退                                                      | シンシナティ 3, ナショナルズ 2                                                                                              |
| フィラデルフィア・セブンティシクサーズ |       |       |      |                                                                             | |
| 1963-64                                | 34    | 46    | .425 | ディビジョン準決勝敗退                                                      | シンシナティ 3, シクサーズ 2                                                                                                |
| 1964-65                                | 40    | 40    | .500 | ディビジョン準決勝勝利 ディビジョン決勝敗退                                 | シクサーズ 3, シンシナティ 1                                                                                                |
| 1965-66                                | 55    | 25    | .688 | ディビジョン準決勝敗退                                                      | セルティックス 4, シクサーズ 1                                                                                              |
| 1966-67                                | 68    | 13    | .671 | ディビジョン準決勝勝利 ディビジョン決勝勝利 NBAファイナル優勝               | シクサーズ 3, シンシナティ 1 シクサーズ 4, セルティックス 1 シクサーズ 4, サンフランシスコ 2                                |
| 1967-68                                | 62    | 20    | .756 | ディビジョン準決勝勝利 ディビジョン決勝敗退                                 | シクサーズ 4, ニックス 2 セルティックス 4, シクサーズ 3                                                                     |
| 1968-69                                | 55    | 27    | .671 | ディビジョン準決勝敗退                                                      | セルティックス 4, シクサーズ 1                                                                                              |
| 1969-70                                | 42    | 40    | .512 | ディビジョン準決勝敗退                                                      | バックス 4, シクサーズ 1 |
| 1970-71                                | 47    | 35    | .573 | ディビジョン準決勝敗退                                                      | ボルチモア 4, シクサーズ 2                                                                                                  |
| 1971-72                                | 30    | 52    | .366 |                                                                             | |
| 1972-73                                | 9     | 73    | .110 |                                                                             | |
| 1973-74                                | 25    | 57    | .305 |                                                                             | |
| 1974-75                                | 34    | 48    | .415 |                                                                             | |
| 1975-76                                | 46    | 36    | .561 | 1回戦敗退                                                                   | バッファロー 2, シクサーズ 1                                                                                                |
| 1976-77                                | 50    | 32    | .610 | カンファレンス準決勝勝利 カンファレンス決勝勝利 NBAファイナル敗退           | シクサーズ 4, セルティックス 3 シクサーズ 4, ロケッツ 2 ブレイザーズ 4, シクサーズ 2                                        |
| 1977-78                                | 55    | 27    | .671 | カンファレンス準決勝勝利 カンファレンス決勝敗退                             | ニックス 4, シクサーズ 0 ワシントン 4, シクサーズ 2                                                                         |
| 1978-79                                | 47    | 35    | .573 | 1回戦勝利 カンファレンス準決勝敗退                                          | シクサーズ 2, ネッツ 0 スパーズ 4, シクサーズ 3                                                                             |
| 1979-80                                | 59    | 23    | .720 | 1回戦勝利 カンファレンス準決勝勝利 カンファレンス決勝勝利 NBAファイナル敗退 | シクサーズ 2, ワシントン 0 シクサーズ 4, ホークス 1 シクサーズ 4, セルティックス 1 レイカーズ 4, シクサーズ 2               |
| 1980-81                                | 62    | 20    | .756 | 1回戦勝利 カンファレンス準決勝勝利 カンファレンス決勝敗退                   | シクサーズ 2, ペイサーズ 0 シクサーズ 4, バックス 3 セルティックス 4, シクサーズ 3                                          |
| 1981-82                                | 58    | 24    | .707 | 1回戦勝利 カンファレンス準決勝勝利 カンファレンス決勝勝利 NBAファイナル敗退 | シクサーズ 2, ホークス 0 シクサーズ 4, バックス 2 シクサーズ 4, セルティックス 3 レイカーズ 4, シクサーズ 2                 |
| 1982-83                                | 65    | 17    | .793 | カンファレンス準決勝勝利 カンファレンス決勝勝利 NBAファイナル優勝           | シクサーズ 4, ニックス 0 シクサーズ 4, バックス 1 シクサーズ 4, レイカーズ 0                                                |
| 1983-84                                | 52    | 30    | .634 | 1回戦敗退                                                                   | ネッツ 3, シクサーズ 2 |
| 1984-85                                | 58    | 24    | .707 | 1回戦勝利 カンファレンス準決勝勝利 カンファレンス決勝敗退                   | シクサーズ 3, ワシントン 1 シクサーズ 4, バックス 0 セルティックス 4, シクサーズ 1                                          |
| 1985-86                                | 54    | 28    | .659 | 1回戦勝利 カンファレンス準決勝敗退                                          | シクサーズ 3, ワシントン 2 バックス 4, シクサーズ 3                                                                         |
| 1986-87                                | 45    | 37    | .549 | 1回戦敗退                                                                   | バックス 3, シクサーズ 2 |
| 1987-88                                | 36    | 46    | .439 |                                                                             | |
| 1988-89                                | 46    | 36    | .561 | 1回戦敗退                                                                   | ニックス 3, シクサーズ 0 |
| 1989-90                                | 53    | 29    | .646 | 1回戦勝利 カンファレンス準決勝敗退                                          | シクサーズ 3, キャブス 2 ブルズ 4, シクサーズ 1                                                                             |
| 1990-91                                | 44    | 38    | .537 | 1回戦勝利 カンファレンス準決勝敗退                                          | シクサーズ 3, バックス 0 ブルズ 4, シクサーズ 1                                                                             |
| 1991-92                                | 35    | 47    | .427 |                                                                             | |
| 1992-93                                | 26    | 56    | .317 |                                                                             | |
| 1993-94                                | 25    | 57    | .305 |                                                                             | |
| 1994-95                                | 24    | 58    | .293 |                                                                             | |
| 1995-96                                | 18    | 64    | .220 |                                                                             | |
| 1996-97                                | 22    | 60    | .268 |                                                                             | |
| 1997-98                                | 31    | 51    | .378 |                                                                             | |
| 1998-99                                | 28    | 22    | .560 | 1回戦勝利 カンファレンス準決勝敗退                                          | シクサーズ 3, マジック 1 ペイサーズ 4, シクサーズ 0                                                                         |
| 1999-2000                              | 49    | 30    | .598 | 1回戦勝利 カンファレンス準決勝敗退                                          | シクサーズ 3, シャーロット 1 ペイサーズ 4, シクサーズ 2                                                                     |
| 2000-01                                | 56    | 26    | .683 | 1回戦勝利 カンファレンス準決勝勝利 カンファレンス決勝勝利 NBAファイナル敗退 | シクサーズ 3, ペイサーズ 1 シクサーズ 4, ラプターズ 3 シクサーズ 4, バックス 3 レイカーズ 4, シクサーズ 1                   |
| 2001-02                                | 43    | 39    | .524 | 1回戦敗退                                                                   | セルティックス 3, シクサーズ 2                                                                                              |
| 2002-03                                | 48    | 34    | .585 | 1回戦勝利 カンファレンス準決勝敗退                                          | シクサーズ 4, ホーネッツ 2 ピストンズ 4, シクサーズ 2                                                                       |
| 2003-04                                | 33    | 49    | .402 |                                                                             | |
| 2004-05                                | 43    | 39    | .524 | 1回戦敗退                                                                   | ピストンズ 4, シクサーズ 1                                                                                                  |
| 2005-06                                | 38    | 44    | .463 |                                                                             | |
| 2006-07                                | 35    | 47    | .427 |                                                                             | |
| 2007-08                                | 40    | 42    | .488 | 1回戦敗退                                                                   | ピストンズ 4, シクサーズ 2                                                                                                  |
| 2008-09                                | 41    | 41    | .500 | 1回戦敗退                                                                   | マジック 4, シクサーズ 2 |
| 2009-10                                | 27    | 55    | .329 |                                                                             | |
| 2010–11                                | 41    | 41    | .500 | 1回戦敗退                                                                   | ヒート 4, シクサーズ 1 |
| 2011–12                                | 35    | 31    | .530 | 1回戦勝利 カンファレンス準決勝敗退                                          | シクサーズ 4, ブルズ 2 セルティックス 4, シクサーズ 3                                                                       |
| 2012–13                                | 34    | 48    | .415 |                                                                             | |
| 2013–14                                | 19    | 63    | .232 |                                                                             | |
| 2014–15                                | 18    | 64    | .220 |                                                                             | |
| 2015–16                                | 10    | 72    | .122 |                                                                             | |
| 2016–17                                | 28    | 54    | .341 |                                                                             | |
| 2017–18                                | 52    | 30    | .634 | 1回戦勝利 カンファレンス準決勝敗退                                          | シクサーズ 4, ヒート 1 セルティックス4,シクサーズ 1                                                                         |
| 2018–19                                | 51    | 31    | .622 | 1回戦勝利 カンファレンス準決勝敗退                                          | シクサーズ 4, ネッツ 1 ラプターズ 4,シクサーズ 3                                                                            |
| 2019–20                                | 43    | 30    | .589 | 1回戦敗退                                                                   | セルティックス 4, シクサーズ 0                                                                                              |
| 2020–21                                | 49    | 23    | .681 | 1回戦勝利 カンファレンス準決勝敗退                                          | シクサーズ 4,ウィザーズ 1 ホークス 4,シクサーズ 3                                                                           |
| 2021–22                                | 51    | 31    | .681 | 1回戦勝利 カンファレンス準決勝敗退                                          | シクサーズ 4,ラプターズ 1 ヒート 4,シクサーズ 2                                                                             |
| 2022–23                                | 54    | 28    | .659 | 1回戦勝利 カンファレンス準決勝敗退                                          | シクサーズ 4,ネッツ 1 セルティックス 4,シクサーズ 3                                                                         |
| 2023–24                                | 47    | 35    | .573 | 1回戦敗退                                                                   | ニックス 4, シクサーズ 2 |
| 通算勝敗                               | 3,101 | 2,840 | .522 |                                                                             | |
| プレイオフ                             | 251   | 238   | .513 | 3回優勝                                                                     | |

## 主な選手

### 年代別主要選手
- 太文字 - 殿堂入り選手
- （C） - 優勝時に在籍した選手
- （M） - 在籍時にMVPを獲得した選手
- （50） - 偉大な50人
- （75） - 偉大な75人

| 1940年代（プレイオフ進出：1回 ファイナル進出：1回） - ドルフ・シェイズ（Dolph Schayes）：1948-1964（C）（50）（75） - ポール・シーモア（Paul Seymour）：1949-1960（C） 1950年代（プレイオフ進出：10回 ファイナル進出：2回 優勝：1回） - レッド・ロシャ（Red Rocha）：1951-1956（C） - アール・ロイド（Earl Lloyd）：1952-1958（C） - レッド・カー（Red Kerr）：1954-1963（C） - ラリー・コステロ（Larry Costello）：1957-1963 - ジョージ・ヤードリー（George Yardley）：1959-1960 1960年代（プレイオフ進出：10回 ファイナル進出：1回 優勝：1回） - デイブ・ガンビー（Dave Gambee）：1960-1967（C） - リー・シェーファー（Lee Shaffer）：1961-1964 - ハル・グリア（Hal Greer）：1963-1973（C）（50）（75） - チェット・ウォーカー （Chet Walker）：1963-1969（C） - ルーシャス・ジャクソン（Lucious Jackson）：1964-1972（C） - ウィルト・チェンバレン（Wilt Chamberlain）：1965-1968（C）（M）（50）（75） - ビリー・カニンガム（Billy Cunningham）：1966-1971（C）（50）（75） - アーチー・クラーク（Archie Clark）：1968-1971 1970年代（プレイオフ進出：6回 ファイナル進出：1回） - ベイリー・ハウエル（Bailey Howell）：1970-1971 - フレッド・カーター（Fred Carter）：1971-1977 - トム・バン・アースデール（Tom Van Arsdale）：1973-1975 - ダグ・コリンズ（Doug Collins）：1973-1981 - スティーブ・ミックス（Steve Mix）：1973-1981 - ワールド・B・フリー（World B. Free）：1975-1978 - ジョージ・マクギニス（George McGinnis）：1975-1978 - ジュリアス・アービング（Julius Erving）：1976-1987（C）（M）（50）（75） - モーリス・チークス（Maurice Cheeks）：1978-1989（C） - ボビー・ジョーンズ（Bobby Jones）：1978-1986（C） 1980年代（プレイオフ進出：9回 ファイナル進出：3回 優勝：1回） - アンドリュー・トニー（Andrew Toney）：1980-1988（C） - モーゼス・マローン（Moses Malone）：1982-1986（C）（M）、1993-1994（50）（75） - チャールズ・バークレー（Charles Barkley）：1984-1992（50）（75） - クリフ・ロビンソン（Cliff Robinson）：1986-1989 - ロン・アンダーソン（Ron Anderson）：1988-1993 - ハーシー・ホーキンズ（Hersey Hawkins）：1988-1993 - ジョニー・ドーキンス（Johnny Dawkins）：1989-1994 1990年代（プレイオフ進出：3回） - マヌート・ボル（Manute Bol）：1990-1993 - ジェフ・ホーナセック（Jeff Hornacek）：1992-1994 - クラレンス・ウェザースプーン（Clarence Weatherspoon）：1992-1998 - ショーン・ブラッドリー（Shawn Bradley）：1993-1995 - デリック・コールマン（Derrick Coleman）：1995-1998、2001-2004 - ジェリー・スタックハウス（Jerry Stackhouse）：1995-1998 - アレン・アイバーソン（Allen Iverson）：1996-2006、2009（M）（75） - アーロン・マッキー（Aaron McKie）：1997-2005 - テオ・ラトリフ（Theo Ratliff）：1997-2001 , 2008-2009 - ラリー・ヒューズ（Larry Hughes）：1998-2000 - エリック・スノウ（Eric Snow）：1998-2004 | 2000年代（プレイオフ進出：5回 ファイナル進出：1回） - トニー・クーコッチ（Toni Kukoč）：2000-2001 - ディケンベ・ムトンボ（Dikembe Mutombo）：2001-2002 - サミュエル・ダレンバート（Samuel Dalembert）：2001-2010 - キース・ヴァン・ホーン（Keith Van Horn）：2002-2003 - カイル・コーバー（Kyle Korver）：2003-2007 - グレン・ロビンソン（Glenn Robinson）：2003-2004 - ウィリー・グリーン（Willie Green）：2003-2010 - アンドレ・イグダーラ（Andre Iguodala）：2004-2012 - スティーブン・ハンター（Steven Hunter）：2005-2007 - ルー・ウィリアムズ（Lou Williams）：2005-2012 - クリス・ウェバー（Chris Webber）：2005-2007 - アンドレ・ミラー（Andre Miller）：2007-2009 - サディアス・ヤング（Thaddeus Young）：2007-2014 - エルトン・ブランド（Elton Brand）：2008-2012, 2016 - ドリュー・ホリデー（Jrue Holiday）：2009-2013 2010年代（プレイオフ進出：2回） - スペンサー・ホーズ（Spencer Hawes）：2010-2014 - エバン・ターナー（Evan Turner）：2010-2014 - ラボイ・アレン（Lavoy Allen）：2011-2014 - マイケル・カーター＝ウィリアムズ（Michael Carter-Williams）：2013-2015 - ナーレンズ・ノエル（Nerlens Noel）：2013-2017 - ジョエル・エンビード（Joel Embiid）：2014-（M） - ジェラミ・グラント（Jerami Grant）：2014-2016 - ロバート・コビントン（Robert Covington）：2015-2018 - ジャーリール・オカフォー（Jahlil Okafor）：2015-2017 - T・J・マッコネル（T. J. McConnell）：2015-2019 - セルヒオ・ロドリゲス（Sergio Rodríguez）：2016-2017 - ダリオ・サリッチ（Dario Šarić）：2016-2018 - ベン・シモンズ（Ben Simmons）：2016-2021 - J・J・レディック（JJ Redick）：2017-2019 - アミール・ジョンソン（Amir Johnson）：2017-2019 - マーケル・フルツ（Markelle Fultz）：2017-2019 - フルカン・コルクマズ（Furkan Korkmaz）：2017-2024 - ジミー・バトラー（Jimmy Butler）：2018-2019 - トバイアス・ハリス（Tobias Harris）：2019-2024 - ジョシュ・リチャードソン（Josh Richardson）：2019-2020 - アル・ホーフォード（Al Horford）：2019-2020 - マティス・サイブル（Matisse Thybulle）：2019-2023 2020年代（プレイオフ進出：4回） - ダニー・グリーン（Danny Green）：2020-2022, 2023 - セス・カリー（Seth Curry）：2020-2022 - タイリース・マクシー（Tyrese Maxey）：2020- - アンドレ・ドラモンド（Andre Drummond）：2021-2022, 2024- - ジェームズ・ハーデン（James Harden）：2022-2023（75） - ケリー・ウーブレ・ジュニア（Kelly Oubre Jr.）：2023- - ポール・ジョージ（Paul George）：2024- |

## 栄誉

### 永久欠番
| フィラデルフィア・76ers永久欠番 |                        |                  |                     |                |
| No.                             | 選手                   | ポジション       | 在籍期間            | 式典日         |
| 2                               | モーゼス・マローン     | C                | 1982–1986 1993–1994 | 2019年2月8日   |
| 3                               | アレン・アイバーソン   | G                | 1996–2006 2009–2010 | 2014年3月1日   |
| 4                               | ドルフ・シェイズ       | F/C              | 1948–1964           | 2016年3月12日  |
| 6                               | ジュリアス・アービング | F                | 1976–1987           | 1988年4月18日  |
| 10                              | モーリス・チークス     | G                | 1978–1989           | 1995年2月6日   |
| 13                              | ウィルト・チェンバレン | C                | 1965–1968           | 1991年3月18日  |
| 15                              | ハル・グリア           | G                | 1958–1973           | 1976年11月19日 |
| 24                              | ボビー・ジョーンズ     | F                | 1978–1986           | 1986年11月7日  |
| 32                              | ビリー・カニングハム   | F                | 1965–1972 1974–1976 | 1976年12月17日 |
| 34                              | チャールズ・バークレー | F                | 1984–1992           | 2001年3月30日  |
|                                 | デイブ・ジンコフ       | 専属アナウンサー | 1963–1985 8         | 1986年3月25日  |

注釈
- 2022年8月11日に、NBAはビル・ラッセルの背番号「6」を全チームの永久欠番とした[23][24]。

### 殿堂入り
| フィラデルフィア・76ers殿堂入り | フィラデルフィア・76ers殿堂入り | フィラデルフィア・76ers殿堂入り | フィラデルフィア・76ers殿堂入り | フィラデルフィア・76ers殿堂入り | フィラデルフィア・76ers殿堂入り | フィラデルフィア・76ers殿堂入り | フィラデルフィア・76ers殿堂入り | フィラデルフィア・76ers殿堂入り | フィラデルフィア・76ers殿堂入り |
| 選手                            | 選手                            | 選手                            | 選手                            | 選手                            | 選手                            | 選手                            | 選手                            | 選手                            | 選手                            |
| No.                             | 名前                            | ポジション                      | 在籍期間                        | 殿堂入り                        | No.                             | 名前                            | ポジション                      | 在籍期間                        | 殿堂入り                        |
| ------------------------------- | ------------------------------- | ------------------------------- | ------------------------------- | ------------------------------- | ------------------------------- | ------------------------------- | ------------------------------- | ------------------------------- | ------------------------------- |
| 4 8 55                          | ドルフ・シェイズ                | F/C                             | 1948–1964                       | 1973                            | 13                              | ウィルト・チェンバレン          | C                               | 1965–1968                       | 1979                            |
| 15                              | ハル・グリア                    | G/F                             | 1958–1973                       | 1982                            | 15                              | アル・セルヴィ                  | G                               | 1948–1953                       | 1985                            |
| 32                              | ビリー・カニングハム            | F                               | 1965–1972 1974–1976             | 1986                            | 6                               | ジュリアス・アービング          | F                               | 1976–1987                       | 1993                            |
| 12                              | ジョージ・ヤードリー            | F/G                             | 1959–1960                       | 1996                            | 16                              | ベイリー・ハウエル              | F/G                             | 1970–1971                       | 1997                            |
| 11                              | ボブ・マカドゥー                | F/C                             | 1986                            | 2000                            | 2                               | モーゼス・マローン              | C/F                             | 1982–1986 1993–1994             | 2001                            |
| 32 34                           | チャールズ・バークレー 1        | F                               | 1984–1992                       | 2006                            | 25                              | チェット・ウォーカー            | F                               | 1962–1969                       | 2012                            |
| 55                              | ディケンベ・ムトンボ            | C                               | 2001–2002                       | 2015                            | 3                               | アレン・アイバーソン            | G                               | 1996–2006 2009–2010             | 2016                            |
| 30                              | ジョージ・マクギニス            | F                               | 1975–1978                       | 2017                            | 10                              | モーリス・チークス              | G                               | 1978–1989                       | 2018                            |
| 24                              | ボビー・ジョーンズ              | F                               | 1978–1986                       | 2019                            | 7                               | トニー・クーコッチ              | F                               | 2000–2001                       | 2021                            |
| 4                               | クリス・ウェバー                | F                               | 2005–2007                       | 2021                            | 5                               | ディック・バーネット            | G                               | 1959–1961                       | 2024                            |
| コーチ                          |                                 |                                 |                                 |                                 |                                 |                                 |                                 |                                 |                                 |
| 名前                            | 名前                            | 役職                            | 在籍期間                        | 殿堂入り年                      | 名前                            | 名前                            | 役職                            | 在籍期間                        | 殿堂入り年                      |
| ジャック・ラムジー              | ジャック・ラムジー              | ヘッドコーチ                    | 1968–1972                       | 1992                            | チャック・デイリー              | チャック・デイリー              | アシスタントコーチ              | 1978–1981                       | 1994                            |
| 10                              | アレックス・ハナム              | ヘッドコーチ                    | 1960–1963 1966–1968             | 1998                            | ラリー・ブラウン                | ラリー・ブラウン                | ヘッドコーチ                    | 1997–2003                       | 2002                            |
| ジョン・カリパリ                | ジョン・カリパリ                | アシスタントコーチ              | 1999–2000                       | 2015                            |                                 |                                 |                                 |                                 |                                 |
| 貢献者                          |                                 |                                 |                                 |                                 |                                 |                                 |                                 |                                 |                                 |
| 名前                            | 名前                            | 役職                            | 在籍期間                        | 殿堂入り年                      | 名前                            | 名前                            | 役職                            | 在籍期間                        | 殿堂入り年                      |
| ダニー・ビアゾーン 2            | ダニー・ビアゾーン 2            | 創設者 オーナー                 | 1946–1963                       | 2000                            | 8 11                            | アール・ロイド                  | F                               | 1952–1958                       | 2003                            |
| ジェリー・コランジェロ          | ジェリー・コランジェロ          | エグゼクティブ                  | 2015–2016                       | 2004                            | ロッド・ソーン                  | ロッド・ソーン                  | 社長                            | 2010–2013                       | 2018                            |
| 6 15 21                         | ラリー・コステロ                | G                               | 1957–1965 1966–68               | 2022                            | 20                              | ダグ・コリンズ                  | ヘッドコーチ                    | 2010–2013                       | 2024                            |

注釈
- 1 バークレーはバルセロナ五輪代表チームとしても殿堂入りを果たした。
- 2 ビアゾーンの死後に殿堂入りとなった。

### FIBA殿堂入り
| フィラデルフィア・76ersFIBA殿堂入り | フィラデルフィア・76ersFIBA殿堂入り | フィラデルフィア・76ersFIBA殿堂入り | フィラデルフィア・76ersFIBA殿堂入り | フィラデルフィア・76ersFIBA殿堂入り |
| 選手                                | 選手                                | 選手                                | 選手                                | 選手                                |
| No.                                 | 名前                                | ポジション                          | 在籍期間                            | 殿堂入り                            |
| ----------------------------------- | ----------------------------------- | ----------------------------------- | ----------------------------------- | ----------------------------------- |
| 7                                   | トニー・クーコッチ                  | F                                   | 2000–2001                           | 2017                                |
| コーチ                              |                                     |                                     |                                     |                                     |
| チャック・デイリー 1                | チャック・デイリー 1                | アシスタントコーチ                  | 1978–1981                           | 2021                                |

注釈
- 1 デイリーはバルセロナ五輪代表チームとしても殿堂入りを果たした。

## チーム記録
フィラデルフィア・セブンティシクサーズのチーム記録